# Белпошта

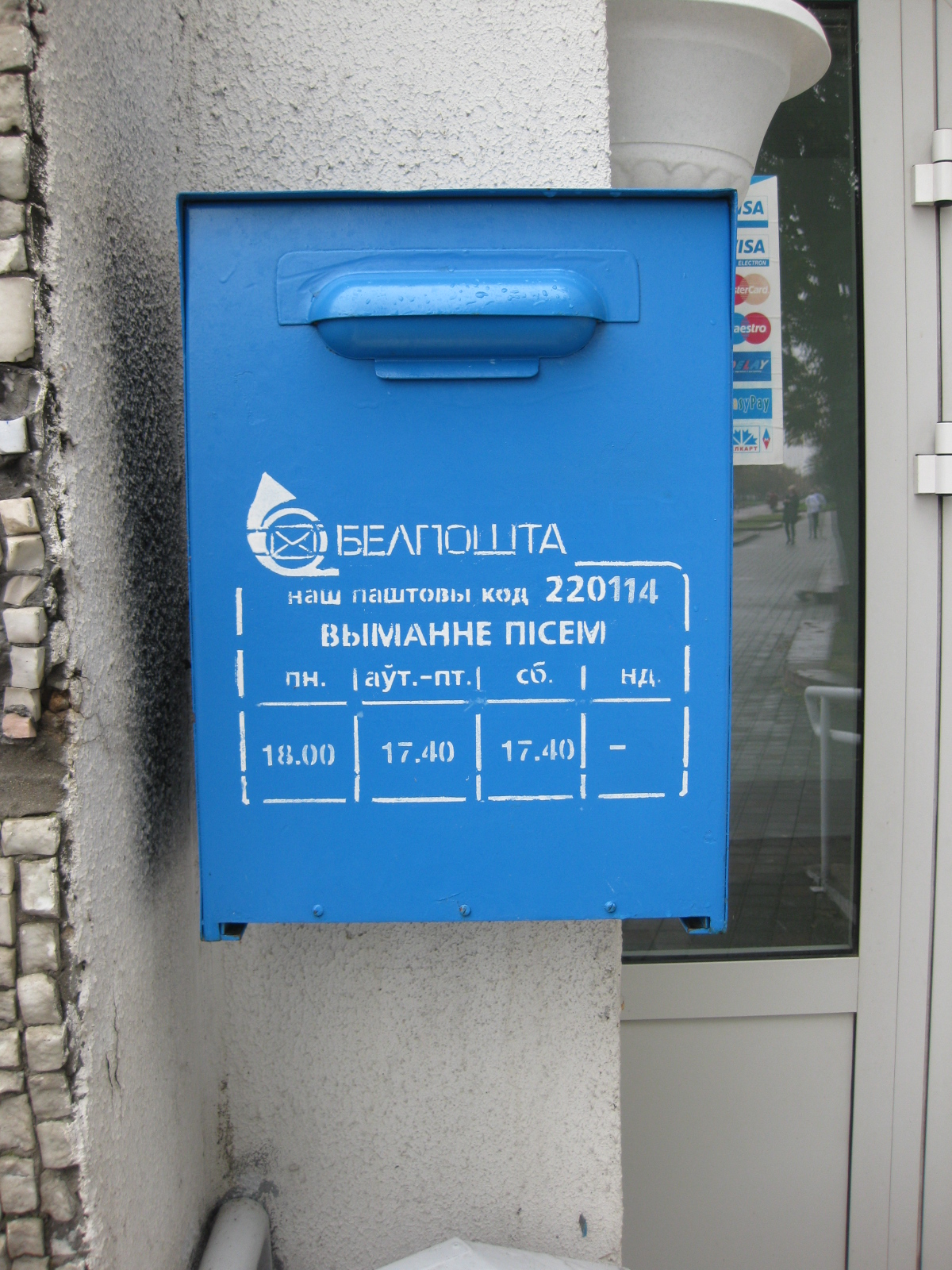
Поштова скринька «Белпошти»

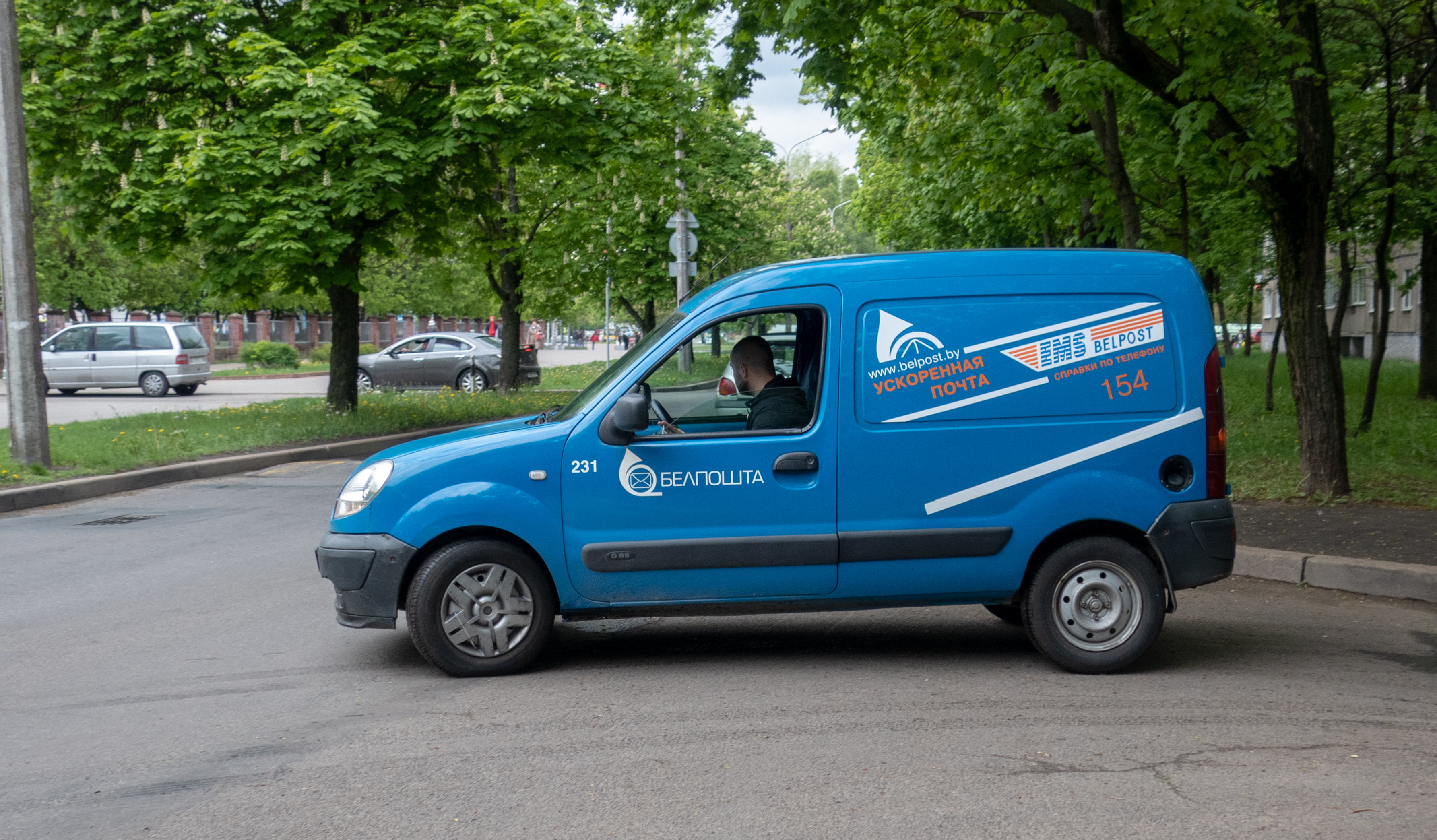
Поштовий автомобіль з брендовим оформленням

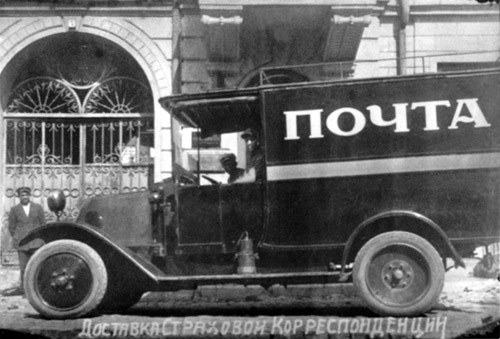
Поштовий автомобіль у 1930-х роках, архівне фото Белпошти (РУП "Белпочта")

Белпошта (біл. Белпошта, укр. Білпошта) — республіканське унітарне підприємство (РУП), державна компанія Білорусі, оператор білоруської національної поштової мережі. Штаб-квартира — у м. Мінську. Член Всесвітнього поштового союзу з 1947 року.

## Історія
- Розвиток поштового зв'язку на території Білорусі почався в давні часи. Так, до 885 р. відноситься перша згадка в «Повісті врем'яних літ» (у Руському літописі) про «посильну службу» на білоруській землі: «Послав Олег до радимичів, питаючи…».[1]. У Київській Русі існувала спеціальна «посада» — княжий гонець. Гінці доставляли розпорядження князя в різні пункти країни. Іноді гонець їхав і без грамоти, особливі вісті вчив напам'ять.
- З відходом теренів Білорусі під Велике князівство Литовсько-Руське з'являється «князівська поштова служба». Князі для різного ступеня важливості утримували гінців на пересилання повідомлень і указів, усних і письмових.
- У 1583 р. на першому в Білорусі поштовому тракті (Варшава-Білосток-Гродно-Вільно) була введена система тарифів, яка діє сьогодні в усіх країнах світу. Вартість пересилання визначалася видом відправлення і його вагою.
- У 1793 р. Білорусь відійшла під владу Російської імперії, після чого її пошта отримує свій подальший розвиток як складова частина поштової системи Російської імперії. Були утворені «поштові округи», в тому числі Мінська округа, Вітебська округа і Могильовська округа.
- У 1859 р. були обладнані перші телеграфні станції в Білорусі при Мінській поштовій конторі і в Бобруйську. Була організований перший телеграфний зв'язок.
- У 1871 р. почалося регулярне перевезення пошти по залізницях за маршрутами «Мінськ-Москва», «Мінськ-Рівне», «Мінськ-Берестя», «Мінськ-Любава». Поштові вагони мали спеціальні стелажі для сортування і зберігання пошти. На вагонах висіли поштові скриньки для прийому листів на зупинках.
- У 1914 р. на території сучасної Білорусі налічувалося 380 підприємств зв'язку.
- Напередодні німецько-радянської війни населення обслуговувало близько 2300 поштових контор, відділень зв'язку та поштових агентств. Під час війни була повністю зруйнована вся раніше створена інфраструктура. Лише до 1948 р. була цілком відновлена довоєнна мережа поштових підприємств.

## Сучасний стан
Згідно з даними, опублікованими на офіційному вебсайті «Белпошти», підприємство на даний час налічує:
- 3914 стаціонарних та пересувних відділень поштового зв'язку;
- більше 30 300 кваліфікованих фахівців;
- більше 140 000 000 поштових відправлень на рік;
- понад 30 видів традиційних і непрофільних поштових послуг, включаючи відправку поштових відправлень в будь-яку країну світу.

### Блокада Белпошти
Із початком нового етапу вторгнення Росії до України, Білорусь виступила союзником Росії, що спричинило не тільки блокаду роботи Белпошти з Україною, але з рядом інших країн, де Белпошта використовувалась як спосіб обходу санкцій проти Росії. У квітні 2022 року до блокади проти Белпошти приєднались пошти Польщі, Швеції, Данії, Фінляндії та Австралії, Латвії які подали відповідні документи до Всесвітнього поштового союзу про припинення доставки відправлень до та з Росії і Білорусі, а Укрпошта припинила доставку до/з Росії та Білорусі ще з 25 лютого. Джерело: https://biz.censor.net/n3334217

## Цікаві факти
У 2010 р. Міністерство зв'язку та інформатизації Білорусі ввело в обіг досить оригінальну серію поштових марок до олімпійських ігор. Запущені в реалізацію «Белпошти» напередодні зимової Олімпіади у Ванкувері 2010 р., вони викликали жваву дискусію серед любителів спорту і філателістів. На білоруських сайтах і форумах почали обговорюватися помилки, допущені на зображених на марках картинках, а Міністерство зв'язку Білорусі виступило зі спростуванням висунутих проти нього звинувачень. Випущена серія викликала великий ажіотаж і мала великий попит.

## Послуги
До основних видів надаваних послуг «Белпошти» відносяться:
- Внутрішні відправлення  Республіки Білорусі (в тому числі «експрес-поштою»).
- Міжнародні відправлення.
- Партіонні поштові відправлення.
- Гібридна пошта.
- Міжнародна «експрес-пошта» (EMS Belarus).
- Передоплата на періодичні друковані видання.
- Пряма поштова розсилка.
- Фінансові послуги: депозити «Пріорбанку», виплата пенсій і допомог, грошові перекази, міжрегіональні платежі, обслуговування власників банківських пластикових карток, погашення кредитів банків, послуги «Webmoney».
- Послуги митного агента і складів тимчасового зберігання.